# Вежа Токійської міської опери
Вежа Токійської міської опери (яп. 東京オペラシティ) - хмарочос, який знаходиться в особливому районі Токіо Сіндзюку.
Хмарочос третій по висоті в Сіндзюку та шостий у Токіо. У будівлі розташовується Новий Національний токійський театр, а також офіси. Серед компаній, які мають тут представництво найбільш відома Apple Computer.